# Maison de Darinka Radović à Rajkovac
La maison de Darinka Radović à Rajkovac (en serbe cyrillique : Кућа Народног хероја Даринке Радовић у Рајковцу ; en serbe latin : Kuća Narodnog heroja Darinke Radović u Rajkovcu) se trouve à Rajkovac, dans la municipalité de Topola et dans le district de Šumadija, en Serbie. Elle est inscrite sur la liste des monuments culturels protégés de la république de Serbie (identifiant no SK 455).

## Présentation

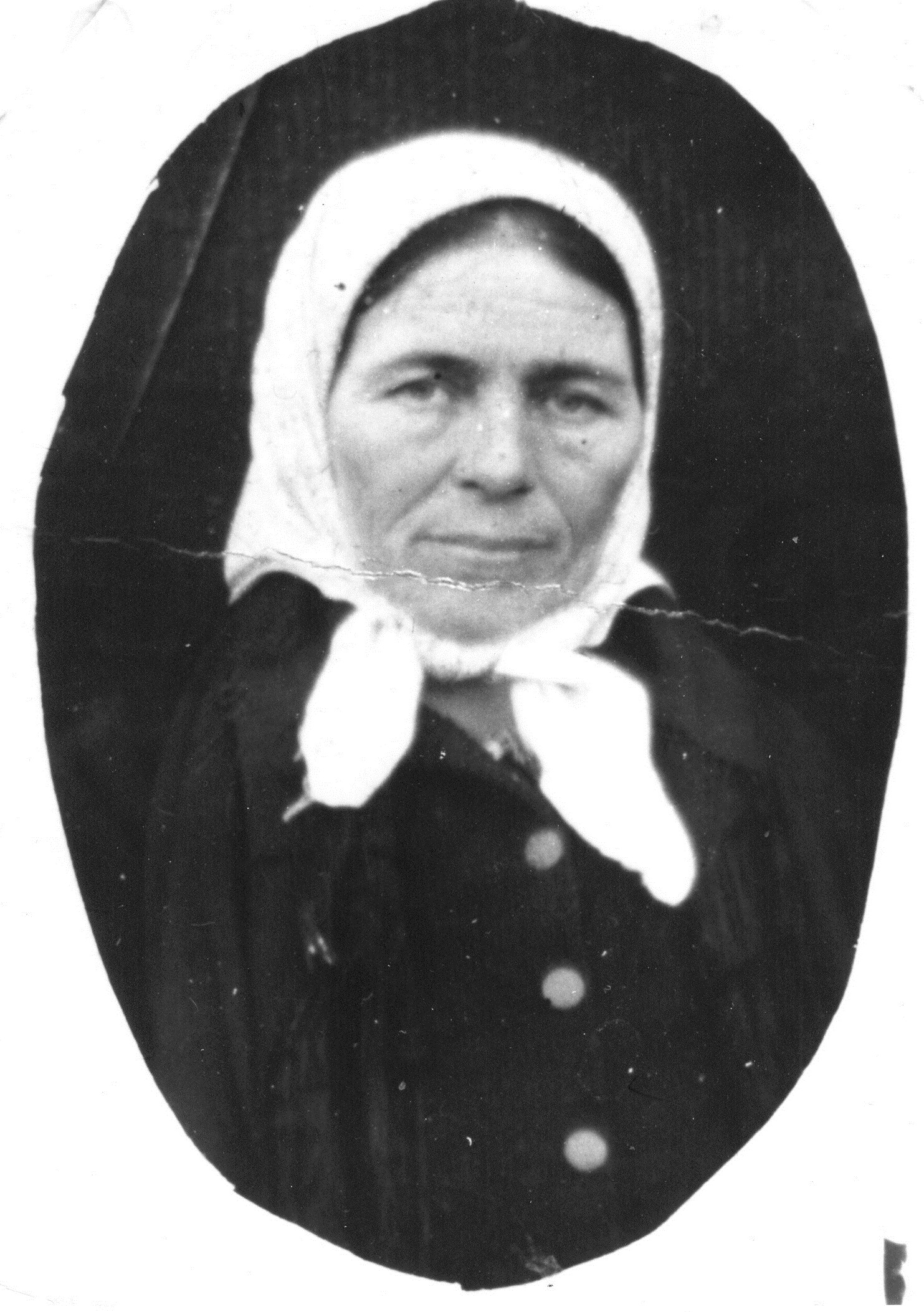
Photographie de Darinka Radović

La maison de Darinka Radović se trouve à Rajkovac, dans une cour se trouvent en fait deux maisons, l'une en dur construite après la Seconde Guerre mondiale, sur laquelle est apposée une plaque commémorative, l'autre où vivait Darinka Radović. Cette seconde maison provient d'un bâtiment plus ancien et a été transférée à son emplacement actuel avant la fin de la Première Guerre mondiale. Elle présente toutes les caractéristiques de l'architecture rurale de la région. Elle composée de deux espaces, celui la « maison » proprement dite et celui des autres pièces. Le toit à quatre pans est recouvert de tuiles.
Darinka Radović (1896-1943) a participé activement à la lutte de Libération nationale. Par un décret de Tito du 9 octobre 1953, elle a été proclamée héros national,.